# Hans-Wolfgang Arndt
Pour les articles homonymes, voir Arndt.
Hans-Wolfgang Arndt, né le 2 avril 1945 à Prague en protectorat de Bohême-Moravie, est un universitaire et juriste allemand, qui est depuis 1983 professeur de droit à l'université de Mannheim.

## Biographie
Il a été recteur de l'université de Mannheim de 2001 à 2012. Son prédécesseur à ce poste fut le géographe Peter Frankenberg, qui était ministre de la Recherche et de la Culture dans le gouvernement du Land de Bade-Wurtemberg de 2001 à 2011.